# Utah Motorsports Campus
L'Utah Motorsports Campus és un circuit de curses situat a Grantsville, prop de Tooele i Salt Lake City, Utah. Des d'abril del 2006 fins a l'octubre del 2015, el circuit es va anomenar oficialment Miller Motorsports Park. El recinte ha acollit curses d'automobilisme, motociclisme, ciclisme i kàrting.

## Configuracions del traçat
Hi ha quatre traçats disponibles: West Course (oest), East Course (est), Outer Course (exterior) i Full Course (complet). Generalment es fa servir el Full Course, tret de l'excepció més notable del Campionat del Món de Superbike, que celebrava les seves curses al circuit exterior per tal de diferenciar-se del Campionat AMA de Superbike.

West Course (2006–actualitat)
East Course (2006–actualitat)
Outer Course (2006–actualitat)
Full Course (2006–actualitat)